# Mario Hergueta

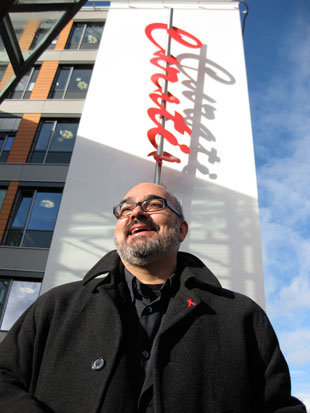
Mario Hergueta

Mario Hergueta (* 1967 in Flörsheim am Main) ist ein deutscher Künstler.

## Leben
Mario Hergueta  studierte von 1988 bis 1995 Kunstgeschichte und Bildende Kunst in Frankfurt und Mainz und war Meisterschüler in der Bildhauerklasse von Ansgar Nierhoff an der heutigen Kunsthochschule Mainz. Nach einer Dozentur an der Johannes-Gutenberg-Universität Mainz gründete er 1999 die net.art gallery „artcart“, deren Programm er bis 2002 kuratierte.
Sein Schaffen wurde mit mehreren Auszeichnungen und Stipendien gewürdigt. Hergueta erhielt Arbeitsstipendien der Casa Baldi (Deutsche Akademie Rom Villa Massimo) sowie der Stiftung Kunstfonds Bonn und wurde unter anderem mit dem Förderpreis für Bildende Kunst der Stadt Mainz ausgezeichnet. 
Sein Werk wurde international präsentiert und ist in öffentlichen und privaten Sammlungen vertreten. Hergueta ist Mitglied im Deutschen Künstlerbund. Er lebt in Nauheim.

## Werk
Hergueta arbeitet mit einer Vielzahl künstlerischer Ausdrucksformen, darunter Malerei, Grafik, Skulpturen, Zeichnungen, Netzkunst und Installationen.

## Werke im öffentlichen Raum
- 2008: Curatio, Plastik für die Universitätsklinikum Mainz
- 2011: Wandmalerei, Außenmauer der JVA Wittlich
- 2011: Wandmalerei, diverse Wände im Neubau des Gymnasiums Saarburg
- 2016: Künstlerische Ausgestaltung des Neubaus Helmholtz-Institut Johannes Gutenberg-Universität Mainz
- 2017: HEIMAT, Skulptur, Kunstpfad am Mainufer, Rüsselsheim am Main

## Preise und Auszeichnungen
- 1995: Förderpreis für Bildende Kunst der Stadt Mainz
- 1997: Forschungsförderpreis der Vereinigung der Freunde der Universität Mainz
- 2002: Arbeitsstipendium der Stiftung Kunstfonds
- 2003: Stipendium Deutsche Akademie Rom Casa Baldi[6]